# 268 Adorea
268 Adorea è un asteroide della fascia principale del diametro medio di circa 139,89 km. Scoperto nel 1887, presenta un'orbita caratterizzata da un semiasse maggiore pari a 3,0979784 UA e da un'eccentricità di 0,1336285, inclinata di 2,43708° rispetto all'eclittica.
Il suo nome è dedicato ad Adorea, una divinità romana che si identificava con la dea Vittoria.